# 特拉斯克 (密蘇里州)
特拉斯克（英語：Trask）是位於美國密蘇里州豪厄爾縣的非建制地區。

## 歷史
特拉斯克的郵局於1894年設立，其後於1933年停運。

## 地理
特拉斯克所處的海拔為高於海平面368米（即1207英呎），而該地所採用的時區為UTC-6，即北美中部時區（CST）。同時該地設有夏令時間，為UTC-6調快一小時，即UTC-5（CDT）。